# Gazelopka nubijska
Gazelopka nubijska, dawniej: gazela erytrejska (Eudorcas rufifrons tilonura) – podgatunek gazelopki rudoczelnej, czasami klasyfikowana jako odrębny gatunek. Występuje w Sudanie, Etiopii i Erytrei. Zagrożona wyginięciem.
Żyje stadnie na terenach wyżynnych odżywiając się roślinnością. Ubarwienie sierści jest brązowopiaskowe, na bokach ciała przebiega ciemna smuga, spód ciała jaśniejszy. Rogi wyrastają u obojga płci dorastając do 30 cm długości. W kłębie dorasta do 60 cm, długość ciała wynosi ok. 70 cm.
Haltenorth (1963) uznał gazelopkę nubijską za odrębny gatunek, jednak badania Gentry (1972) nie potwierdziły tego. Groves najpierw (1969) zaliczył ją jako podgatunek gazeli edmi, ale w 1975 wycofał się z tego stanowiska.